# Кальтрано
Кальтрано (итал. Caltrano) — коммуна в Италии, располагается в провинции Виченца области Венеция.
Население составляет 2545 человек, плотность населения составляет 116 чел./км². Занимает площадь 22 км². Почтовый индекс — 36030. Телефонный код — 0445.
Покровителем населённого пункта считается священномученик Власий Севастийский (San Biagio). Праздник ежегодно празднуется 3 февраля.